# Pajazit Nushi
Pajazit Nushi (ur. 8 stycznia 1933 w Gjakovej, zm. 2 września 2015 w Prisztinie) – kosowski pisarz, dziennikarz, psycholog i polityk.

## Życiorys
W roku 1955 ukończył filozofię na Uniwersytecie w Belgradzie.  W roku 1983 obronił na Wydziale Filozoficznym Uniwersytetu w Prisztinie rozprawę doktorską dotyczącą rozwoju terminologii psychologicznej i podstaw semantycznych jej definicji.
Pracował jako psycholog, najpierw w szkołach w Gjakovej, Prizrenie i Prisztinie. W 1964 roku został wybrany na dyrektora Urzędu do spraw Rozwoju Szkół w autonomicznej prowincji Kosowa, a rok później został mianowany profesorem psychologii w Wyższej Szkole Pedagogicznej w Prisztinie. Od 1974 roku pracował na Wydziale Filozoficznym Uniwersytetu w Prisztinie, gdzie później był profesorem. Jednocześnie pełnił funkcje polityczne i urzędnicze na różnych szczeblach (od urzędów gminnych, przez okręgowe, autonomiczne, aż po krajowe), do kompetencji Nushiego należała organizacja systemu oświaty, oraz twórczości kulturalnej i artystycznej. Od 1982 r. pracował w Instytucie Leksykografii w Zagrzebiu. Z powodów politycznych był w 1991 roku zmuszony do wcześniejszego przejścia na emeryturę, ale kontynuował pracę dydaktyczną i naukową na Wydziale Filozoficznym Uniwersytetu w Prisztinie.
25 listopada 2008 roku został pełnoprawnym członkiem Akademii Nauk i Sztuk Kosowa, a od grudnia 2011 do swojej śmierci był jej wiceprezesem.
Prowadził badania socjometryczne w jednej z prizreńskich szkół podstawowych, a wśród osób dorosłych - rozwój ich inteligencji i czytelności liter alfabetu albańskiego. Badał postawy społeczne studentów politologii w uniwersytetach w Tiranie, Prisztinie i Tetowie.

## Nagrody i tytuły
- honorowy obywatel stanu Nebraska (USA, 10 X 1970)[1]
- honorowy obywatel stanu Teksas (USA, 23 X 1970)[1]
- honorowy obywatel miasta Djakovica (Kosowo, 14 VI 2011)[1]
- Złoty Medal Ligi Prizreńskiej (Kosowo, 2001)[1]